# NatureScot
NatureScot，原名苏格兰自然遗产署（Scottish Natural Heritage），是蘇格蘭政府的一个非政府部门公共机构。它负责苏格兰自然遗产的保护，这包括国家自然保护区、地方自然保护区、国家公园、具特殊科學價值地點、特別保育區、特別保護區和国家风景区。
该机构成立于1992年，最初名为“Scottish Natural Heritage”，2019年11月宣布更名NatureScot，变更于2020年8月24日生效。